# Гай Ветурій Красс Цікурін
Гай Вету́́рій Красс Цикурі́н (лат. Gaius Veturius Crassus Cicurinus; IV століття до н. е.) — політик і військовий діяч Римської республіки, дворазовий військовий трибун з консульською владою (консулярний трибун) 377 і 369 років до н. е.

## Біографічні відомості
Походив з патриціанського роду Ветуріїв. Про батьків, його молоді роки згадок в літературних джерелах немає.

### Перша трибунська каденція
377 року до н. е. його було вперше обрано військовим трибуном з консульською владою разом з Публієм Валерієм Потітом Публіколою, Луцієм Квінцієм Цинціннатом Капітоліном, Луцієм Емілієм Мамерціном, Сервієм Сульпіцієм Претекстатом і Гаєм Квінкцієм Цинціннатом. Того року відбулось повстання проти Риму вольськів, які для цього об'єдналися з латинянами. Римська армія була розділена на три частини — одна, щоб захистити місто, друга — для захисту римської сільській місцевості, і третя велика частина була спрямована на боротьбу з ворогом, під командуванням Публія Валерія і Луція Емілія Мамерціна. Битва відбулася близько Сатріко і її перебіг був сприятливим для римлян, незважаючи на сильний опір латинян. У той час вольски захопили Анціо, а латиняни врешті підпалили Сатріко і напали на місто Тускулум, яке вони вважали подвійно винуватим, тому що Тускулум став тим латинським містом, яке отримало громадянство Римської республіки. У той час, як латиняни зайняли місто, жителі Тускулума відступили до внутрішньої фортеці й направили звернення про допомогу до римлян. Рим послав підкріплення під командуванням Луція Квінкція і Сервія Сульпіція аби перемогти латинян і звільнити союзні Риму міста. Під час цієї каденції безпосередньо займався організацією оборони безпосередньо Риму.

### Друга трибунська каденція
369 року до н. е. його було обрано вдруге військовим трибуном з консульською владою разом з Авлом Корнелієм Коссом, Квінтом Квінкцієм Цинціннатом, Квінтом Сервілієм Фіденатом, Марком Фабієм Амбустом і Марком Корнелієм Малугіненом. Спроба захопити римським військом під час цієї каденції міста Венестрі була невдалою. Того року трибуни сприяли замиренню патриціїв та плебеїв. Зрештою було підтримано закон Секстія—Ліцинія стосовно дозволу плебеям займати консульську посаду, що призвело через нетривалий час до скасування посади військових трибунів з консульською владою.
Про подальшу долю Гая Ветурія відомостей не знайдено.